# كريس بينيت
كريس بينيت (بالإنجليزية: Chris Bennett)‏ (15 يناير 1952 بلندن في المملكة المتحدة - ) هو لاعب كرة قدم بريطاني في مركز الهجوم. شارك مع منتخب كندا تحت 23 سنة لكرة القدم ومنتخب كندا لكرة القدم. أما مع النوادي، فقد لعب مع فانكوفر وايتكابس وMemphis Rogues ‏ وكليفلاند فورس ‏ وسياتل ساوندرز.

## وصلات خارجية
- كريس بينيت على موقع ناشيونال فوتبول تيمز (الإنجليزية)